# Aeródromo Vallenar
El Aeródromo Vallenar (IATA: VLR, OACI: SCLL) es un terminal aéreo de carácter público, ubicado en la ciudad de Vallenar, en la Provincia de Huasco en Chile.

## Historia
El aeródromo fue construido en 1935 por iniciativa de la Dirección de Vialidad y Armando Rossel, aviador y fundador de la Primera Compañía de Bomberos de Vallenar, luego de que la compañía La Hacienda Agrícola de Vallenar cediera a la Línea Aérea Nacional unos terrenos ubicados en el sector sur de la ciudad.
Antiguamente el aeródromo sirvió como escala para las aerolíneas LAN Chile (años 70), Aeronor Chile (1981-1982) y ALTA (años 90). 
En febrero de 2004 se desactivaron los servicios del aeródromo debido al poco tráfico aéreo existente. Para 2009 las instalaciones del aeródromo fueron remodeladas por un monto cercano a los 1.600 millones de pesos chilenos. La principal obra fue la repavimentación de la pista de aterrizaje, que se encontraba en malas condiciones. El aeródromo fue reinaugurado en enero de 2010, y desde esa fecha comenzó a recibir vuelos ejecutivos de las empresas Agrosuper y la minera Barrick, cual posee el proyecto Pascua Lama en la provincia de Huasco y que fomentó la remodelación del terminal aéreo.
En julio de 2011 Aerocardal anunció que operará la ruta Santiago-Vallenar. El primer vuelo regular entre estas ciudades ocurrió el 16 de agosto en un Dornier 328.

## Aerolíneas y destinos
- Aerocardal
  - Santiago - Aeropuerto Internacional Arturo Merino Benítez